# Taree
Taree ist eine Stadt im Osten des australischen Bundesstaates New South Wales in der Nähe der Küste der Tasmansee.

## Geographie
Bis heute ist die Stadt auf eine Einwohnerzahl von etwa 18.000 gewachsen und ist Zentrum eines landwirtschaftlich wichtigen Gebietes. Sie liegt 16 km von der Küste entfernt am Manning River und 317 km nördlich von Sydney. Mit dem Zug ist Taree über die North Coast Railway Line erreichbar, mit dem Auto auf dem Pacific Highway.
Taree gehört zur Local Government Area Greater Taree City, zum staatlichen Wahlkreis Myall Lakes und zum Bundeswahlkreis Lyne.

### Klima
|                       | Jan  | Feb  | Mär  | Apr  | Mai  | Jun  | Jul  | Aug  | Sep  | Okt  | Nov  | Dez  |   |      |
| Mittl. Tagesmax. (°C) | 28,8 | 28,4 | 26,8 | 24,2 | 21,4 | 19,0 | 18,4 | 20,0 | 23,0 | 24,6 | 25,6 | 27,7 | ⌀ | 24   |
| Mittl. Tagesmin. (°C) | 18,1 | 18,2 | 16,3 | 13,6 | 10,3 | 7,8  | 6,7  | 6,8  | 9,3  | 11,8 | 14,9 | 16,6 | ⌀ | 12,5 |

| 18,1 |

| 18,2 |

| 16,3 |

| 13,6 |

| 10,3 |

| 7,8 |

| 6,7 |

| 6,8 |

| 9,3 |

| 11,8 |

| 14,9 |

| 16,6 |

| 18,1 |

| 18,2 |

| 16,3 |

| 13,6 |

| 10,3 |

| 7,8 |

| 6,7 |

| 6,8 |

| 9,3 |

| 11,8 |

| 14,9 |

| 16,6 |

## Geschichte

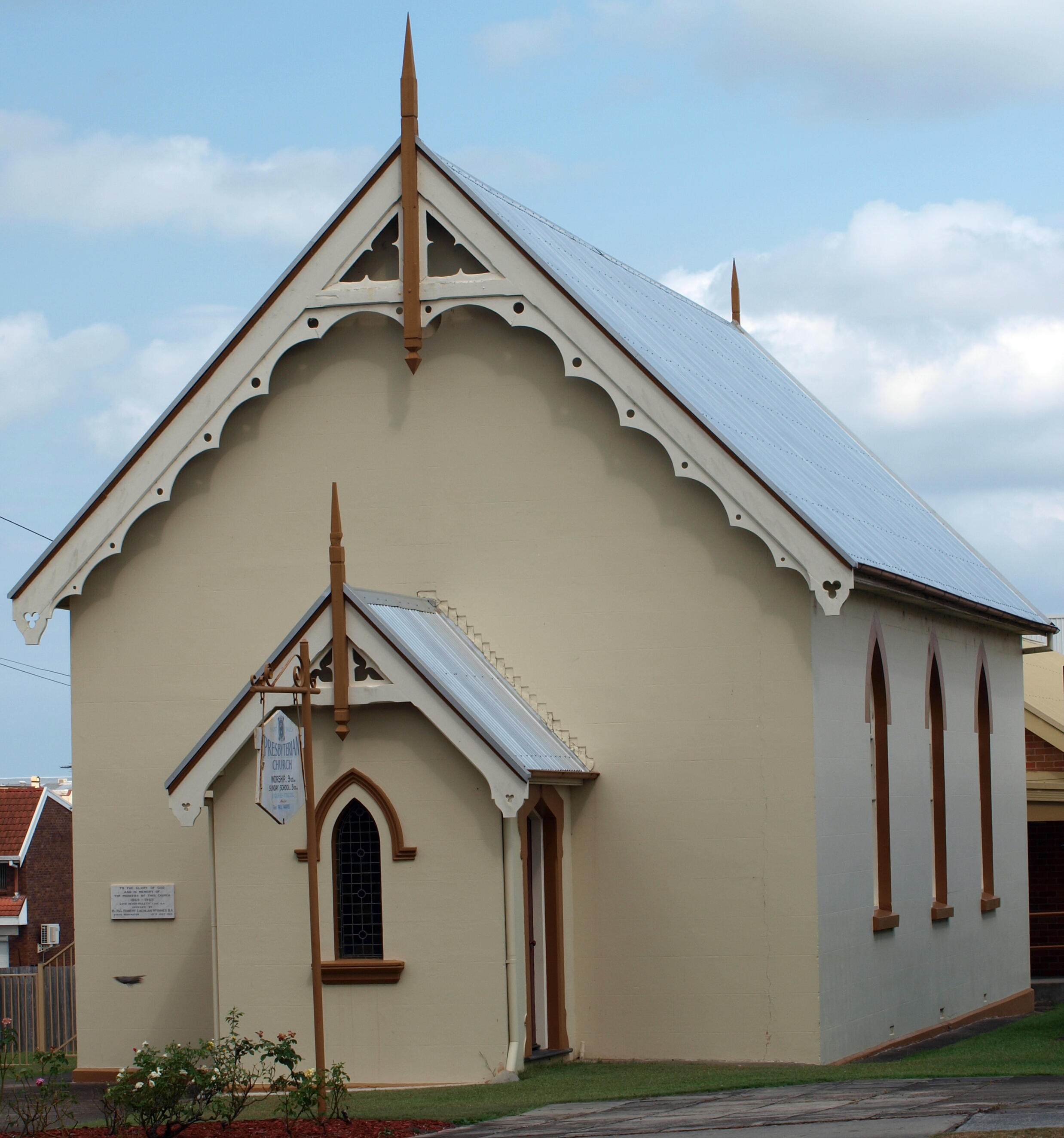
Die alte St. Paul’s Presbyterian Church

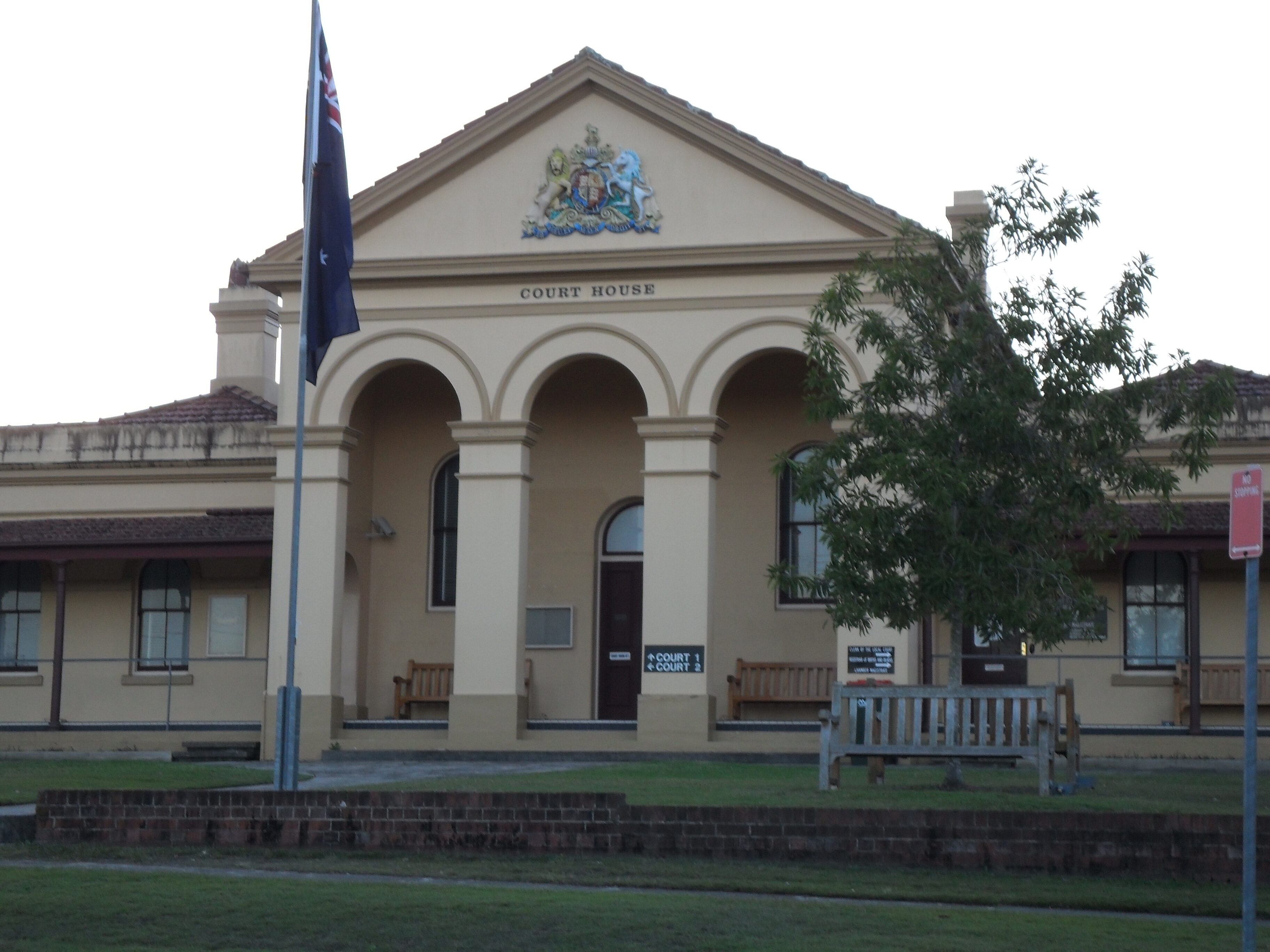
Gerichtsgebäude von Taree

1831 erhielt William Wynter das erste Land auf dem Gebiet des heutigen Taree und seines Vorortes Cundletown zugeteilt.
Taree wurde 1854 als private Siedlung von Henry Flett, dem Schwiegersohn von William Wynter, der 1831 auf diesem Gebiet als erster gesiedelt hatte, gegründet. 400.000 m² wurden für die private Siedlung reserviert und 40 Parzellen wurden anfangs verkauft. Am 16. März 1885 wurde Taree zur Stadt erklärt und der erste Stadtrat von der Bevölkerung gewählt. 1844 hatte die Regierung von New South Wales die Stadt Wingham am weitesten flussaufwärts gelegenen, schiffbaren Punkt am Manning River gegründet und etablierte sie als Verwaltungszentrum. Dies verhinderte zunächst, dass sich Taree als Mittelzentrum der Region entwickeln konnte.
Dies änderte sich aber, als 1913 Taree, und nicht Wingham, an die neu gebaute North Coast Railway Line angeschlossen wurde. Trotz des Eisenbahnanschlusses dominierte bis in die 1930er-Jahre der Gütertransport per Schiff an der Küste entlang, was die Entwicklung von Taree bremste. Dies änderte sich, als die Martin Bridge 1940 die Fähre über Manning River ersetzte.
Das älteste, heute noch bestehende Gebäude in Taree ist die Presbyterianische Kirche, die 1869 im neugotischen Stil direkt bei der heutigen Kirche in der Albert Street erbaut wurde.
Im November 2019 wurde die Stadt ein Opfer verheerender Buschbrände.

### Name
Der Name 'Taree' ist vom Wort 'tareebit' des örtlichen Aboriginesstammes der Biripi abgeleitet, das 'Baum am Fluss' oder auch Ficus coronata bedeutet.

## Kultur und Sehenswürdigkeiten

### Sehenswürdigkeiten
In der Nähe von Taree liegen das historische Wingham, Tinonee und der Küstenort Old Bar.
Eine Touristenattraktion ist ein Gebäude, das “die größte Auster der Welt” – oder einfach “The Big Oyster” – genannt wird. Big Things sind übliche Touristenattraktionen in Australien. Wie das Big Merino (Großes Schaf) oder die Big Banana (Große Banane) basiert The Big Oyster auf lokalen Produkten: Im Manning River werden jährlich etwa 3,5 Mio. Austern gezüchtet. The Big Oyster war eine erfolglose Geschäftsidee, die bei den Leuten in der Gegend The Big Mistake (dt.: Der große Fehler) genannt wird. Heute beherbergt sie einen Autohändler.
Das Manning Entertainment Centre entstand in den 1980er-Jahren als Kulturzentrum des Distrikts. Trotz seiner 500 Sitzplätze ist es zu klein für große Aufführungen, so ist zum Beispiel der Orchestergraben zu klein für ein komplettes Symphonieorchester. Dennoch findet dort eine große Zahl von Aufführungen statt: Das District Eisteddfod und örtliche Theatergruppen nutzen es für kulturelle Vorstellungen für die Stadt.
In der Nähe des Manning Entertainment Centre und des Touristeninformationszentrums am Nordrand von Taree liegt das Manning Aquatic and Leisure Centre. Diese Einrichtung besitzt ein Hallenbad mit 25-m-Becken und ein Freibad mit 50-m-Becken. Kurz nach der Eröffnung stellte sich heraus, dass dieses Schwimmbad das zweithöchste Eintrittsgeld für Schwimmbäder in Australien verlangte; das höchste wird in Perth verlangt. Das Aquatic Centre wurde Ende der 1990er- und Anfang der 2000er-Jahre gebaut und sollte die Badeanstalt von Taree ersetzen, die nicht mehr zum Schwimmen taugte. Diese Badeanstalt lag im Stadtzentrum am Manning River, wurde nicht mehr gewartet und ist heute abgerissen.
Die Manning Regional Art Gallery liegt in einem Gebäude im Stile eines Bauernhofes in der Nähe der Taree Public School. Die Kunstausstellung zeigt eine wechselnde Zusammenstellung von Arbeiten örtlicher Künstler sowie Wanderausstellungen.

### Veranstaltungen

#### Januar
In der dritten Jahreswoche werden am Endeavour Place in Taree Ruderregatten der NSW Rowing Association abgehalten. Diese Regatten bestehen aus über 100 Rennen mit Teilnehmern aus ganz New South Wales.
Das Manning Summer Festival läuft den ganzen Monat über und beinhaltet auch die Neujahrsfeierlichkeiten der Stadt, einen Family Fun Day im Queen Elizabeth Park am Australia Day und eine Reihe kultureller Veranstaltungen.

#### März
Die Easter Powerboat Classic wird am langen Osterwochenende auf dem Manning River beim Queen Elizabeth Park abgehalten. Die Veranstaltung beginnt am Freitagmorgen und beinhaltet den Stuart Doyle Cup am Samstag und die Ken-Warby-Zeitläufe am Samstag- und Sonntagmittag.

#### August
Der Taree Gold Cup ist ein prestigeträchtiges Pferderennen auf dem Bushland Drive Racecourse.

#### Oktober
Die Taree Annual Show wird am zweiten Wochenende im Oktober abgehalten. Sie besteht aus einer Sideshow, einem Geschicklichkeitslauf, Rodeoveranstaltungen und einer Kälber- und Viehbewertung.

## Wirtschaft und Infrastruktur

### Schulen
In Taree gibt es verschiedene öffentliche Schulen, wie die Taree Public School, die Taree High School, die Taree West Public School, die Manning Gardens Public School, die Chatham Public School, die Chatham High School und die Cundletown Public School.
Privatschulen in und um Taree sind unter anderem die Manning District Adventist School in Tinonee, die Manning River Steiner School, das Manning Valley Anglican College in Cundletown, das Taree Christian College in Koloding, die St. Joseph's Primary School sowie die St. Clare's High School.
Auch einige Erwachsenenbildungseinrichtungen sind in Taree vertreten: das North Coast Institute der TAFE, das Taree Community College und das Australian Technical College mit dem Manning Valley Campus.

### Bahnverbindungen
Taree liegt an der North Coast Railway Line des CityRail-Netzwerks. Sechs Countrylink-Züge täglich kommen an, drei nach Sydney und drei in nördlicher Richtung nach Grafton, Casino oder Brisbane.

### Medien
Die Manning River Times hat ihr Hauptquartier in Taree.
Alle größeren Fernsehsender sind in Taree zu empfangen. Dies sind folgende:
- Prime Television, 7Two auf PRIME
- NBN Television, Go! Channel
- Southern Cross Ten und One HD
- (ABC TV) mit ABC1, ABC2, ABC3 und ABC News 24
- SBS ONE und SBS Two.

Es gibt vier örtliche Radiostationen, die privaten 2RE und MaxFM und die öffentlichen 2BOB und 2TLP.

## Persönlichkeiten

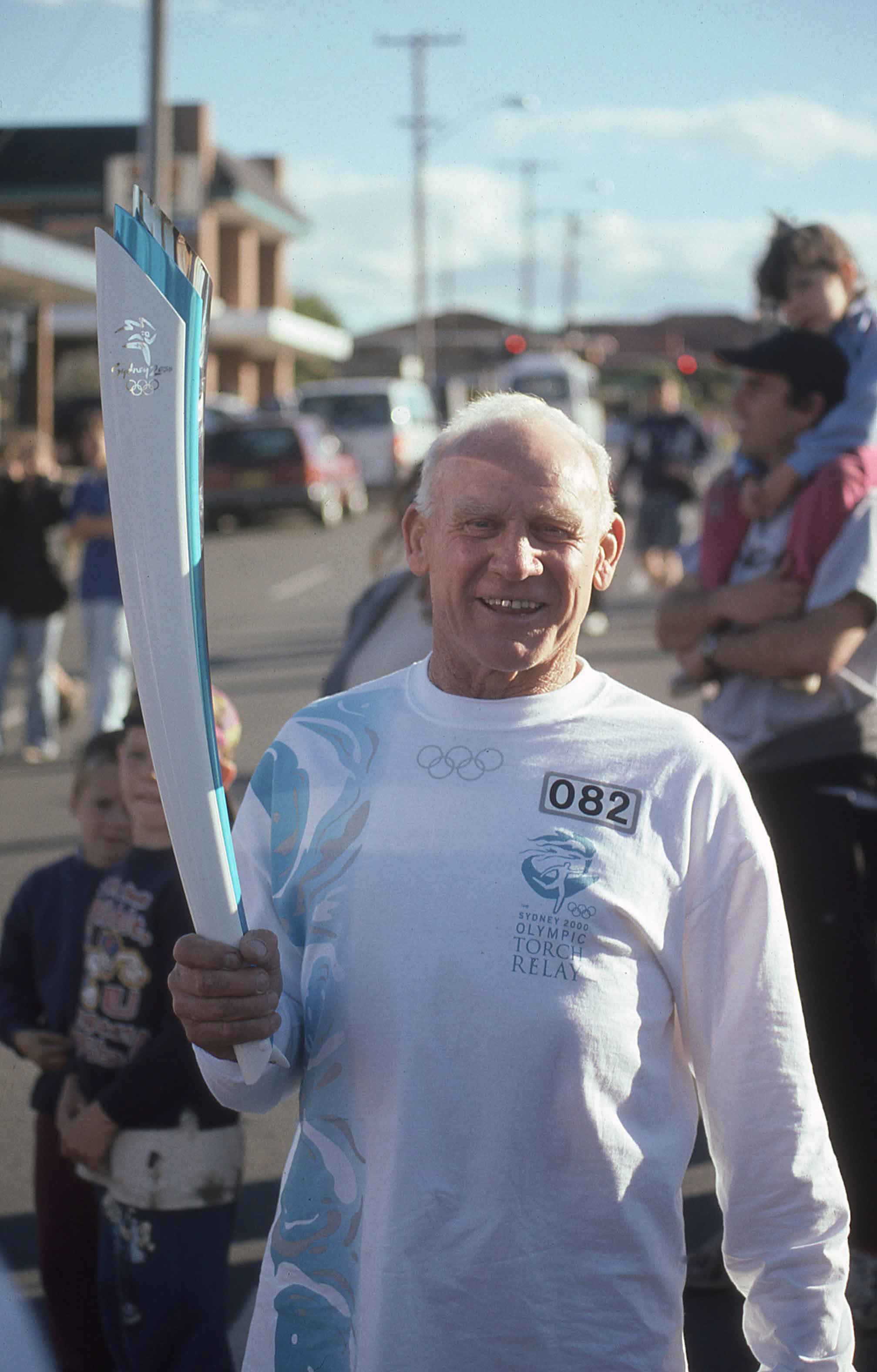
Fred Atkins trägt das olympische Feuer für die Olympischen Sommerspiele 2000 in Sydney durch Taree

- Thomas Henry Clarence Kendall (1839–1882), Schriftsteller
- Ian Moffitt (1926–2000), Journalist und Buchautor
- Leslie Allan Murray (1938–2019), Dichter und Literaturkritiker
- John Henry Coates (1945–2022), Mathematiker
- Elizabeth Hayes (* 1956), TV-Reporterin
- Kenneth Ross „Ken“ Henry (* 1957), Finanzstaatssekretär
- Troy Bayliss (* 1969), Motorradrennfahrer
- Wayne Blair (* 1971), Filmregisseur und Schauspieler
- Julie Towers (* 1976), Hockeyspielerin
- Danny Buderus (* 1978), Footballspieler und Rugbytrainer
- Oenone Lee Wood  (* 1980), Radrennfahrerin
- Jade Bronson North (* 1982), Fußballspieler
- Kasey Brown (* 1985), Squashspielerin
- Paul Carroll (* 1986), Volleyballspieler